# Marco Wolf
Marco Ferdinand Wolf (* 5. Februar 2001 in Bonn) ist ein deutscher Fußballspieler.

## Karriere
Nach seinen Anfängen in der Jugend des VfL Meckenheim und des Bonner SC wechselte er im Sommer 2017 in die Jugendabteilung von Bayer 04 Leverkusen. Für seinen Verein bestriit er 19 Spiele in der B-Junioren-Bundesliga, 43 Spiele in der A-Junioren-Bundesliga und sechs Spiele in der Saison 2019/20 in der UEFA Youth League, bei denen ihm insgesamt 26 Tore gelangen. Im September 2020 wechselte er zur zweiten Mannschaft des VfB Stuttgart in die Regionalliga Südwest.
Nach drei Spielzeiten und 69 Ligaspielen, bei denen ihm 16 Tore gelangen, wechselte er im Sommer 2023 zum Drittligisten Hallescher FC und kam dort auch zu seinem ersten Einsatz im Profibereich, als er am 4. August 2023, dem 1. Spieltag, beim 2:1-Heimsieg gegen Rot-Weiss Essen in der 62. Spielminute für Erich Berko eingewechselt wurde.
Im Sommer 2024 schloss sich Marco Wolf dem FC Rot-Weiß Erfurt an.